# Armia Krajowa

Symbool van de Armia Krajowa

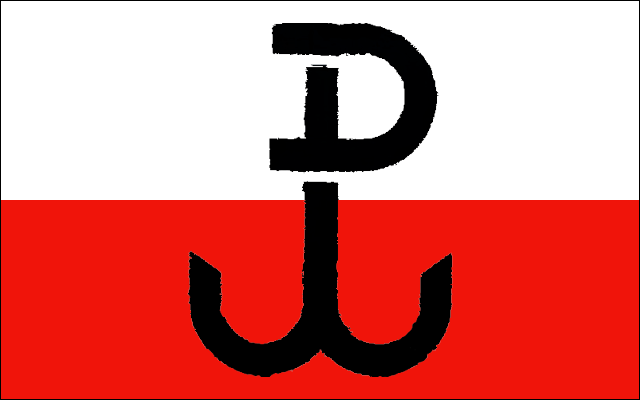
Vlag van de Armia Krajowa

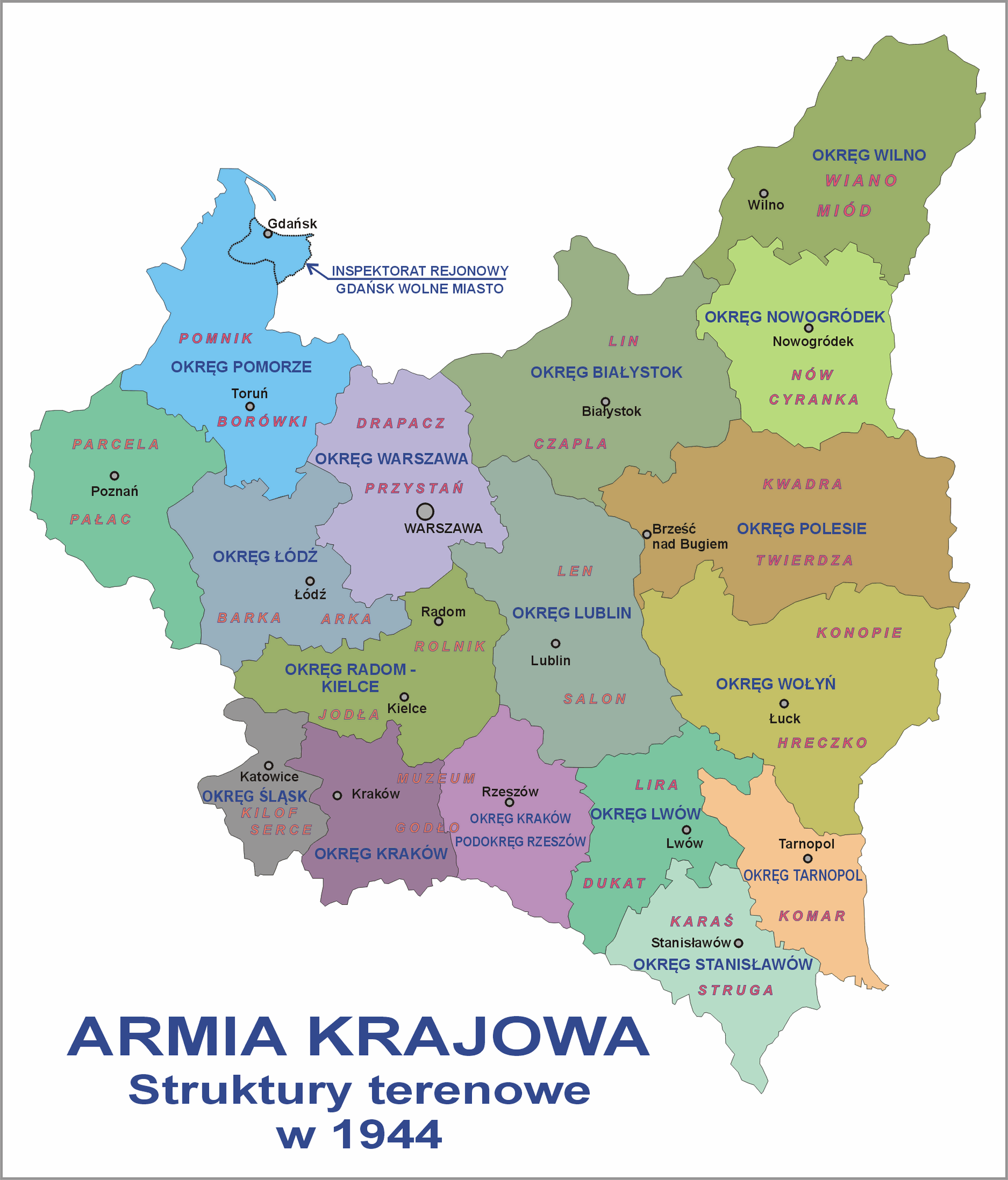
Armia Krajowa, 1944

De Armia Krajowa of AK (Binnenlandse Leger of Thuisleger) vormde de voornaamste verzetsbeweging in het door nazi-Duitsland bezette Polen tijdens de Tweede Wereldoorlog. De AK was in het gehele bezette gebied actief vanaf september 1939 tot haar opheffing in januari 1945. De Armia Krajowa, een van de grootste verzetsbewegingen tijdens de Tweede Wereldoorlog, was het gewapende element van wat later de Poolse Ondergrondse Staat zou gaan heten. Door de macht van het Rode Leger en de Sovjet-Unie kreeg echter in de eindfase van de Tweede Wereldoorlog en hierna de Armia Ludowa, het communistische Volksleger van Polen, de meeste macht in handen. De Volksrepubliek Polen, een communistische satellietstaat, vervolgde in de naoorlogse jaren de Armia Krajowa welke zij misprijzend, afkeurend, als 'reactionair' aanduidden - een gebruikelijk scheldwoord in het communistische taalgebruik destijds.

## Ontstaansgeschiedenis
De AK kwam voort uit de Slużba Zwycięstwu Polski (Poolse Overwinningsorganisatie) die op 27 september 1939 door generaal Michał Karaszewicz-Tokarzewski was opgericht. Op 17 november 1939 werd door generaal Władysław Sikorski deze organisatie vervangen door de Związek Walki Zbrojnej (Verbond van Gewapende Strijd), die na samengaan met de Polski Związek Powstanczy (Poolse Verzetsunie) op 14 februari 1942 als Armia Krajowa door het leven ging. Armia Krajowa betekent binnenlandse leger om het onderscheid te maken met het Poolse leger dat op dat moment buiten Polen vocht.
De eerste commandant van de AK was Stefan Rowecki (bekend onder zijn nom de guerre Grot) tot zijn arrestatie door de Gestapo in juli 1943; Tadeusz Komorowski (pseudoniem Bór) werd zijn opvolger tot zijn gevangenneming in oktober 1944. Leopold Okulicki (Niedzwiadek) was de laatste commandant. Op 19 januari 1945 werd de AK officieel opgeheven, met als belangrijkste motief het vermijden van een burgeroorlog en gewapende confrontaties met de Sovjet-Unie. Veel ondergeschikte eenheden besloten echter, op eigen houtje, om de strijd voort te zetten in de nieuwe situatie.

## Organisatiestructuur
De uitvoerende tak van de AK was het operationeel commando, bestaande uit verschillende directoraten en bevel voerend over vele kleinere eenheden. Begin 1944 was het geschatte aantal leden tussen de 250.000 en 350.000, waarvan meer dan 10.000 officieren. De meeste andere Poolse verzetsbewegingen werden in de loop van de tijd geïntegreerd in de AK, waaronder de Bataliony Chłopskie (Boerenbataljons), de Socjalistyczna Organizacja Bojowa (Socialistische Gevechtsorganisatie) en de Narodowe Siły Zbrojne (extreem rechtse Nationale Strijdkrachten). De enige verzetsorganisaties die niet onder het gezag van de AK vielen waren de communistische Armia Ludowa (Volksleger) en Gwardia Ludowa (Volksgarde), zij werden direct vanuit Moskou gestuurd. Alleen tijdens de Opstand van Warschau viel een deel van hen onder het operationele bevel van de AK.
De AK was onderverdeeld in zestien regionale takken, die verder onderverdeeld waren in 89 inspectoraten, die weer bestonden uit 278 districten. Het opperbevel formuleerde de strategische koers van de AK, zowel tijdens de bezetting maar net zo belangrijk de periode na de bezetting. Gedurende het grootste deel van de bezettingsperiode ging de AK ervan uit dat na het verslaan van de Duitsers de macht in Polen in handen zou komen van de Poolse regering in ballingschap, waar de AK ondergeschikt aan was,  die op dat moment in Londen zetelde en haar vertegenwoordigers in Polen. De Poolse regering in ballingschap was een redelijke afspiegeling van de Poolse maatschappij in 1939, westers georiënteerd, inclusief bijna het gehele politieke spectrum. Alleen de communisten ontbraken.
Belangrijke directoraten waren onder andere de Kedyw (Directoraat voor Sabotage en Inlichtingen), die de belangrijkste sabotage- en spionageacties plande. Wachlarz was een onderdeel dat sabotageacties  uitvoerde buiten het bezette Poolse grondgebied.

## Wapens en materieel
Aangezien bezet Polen ruim duizend kilometer verwijderd was van geallieerd gebied was het voor de AK een enorme uitdaging om aan wapens en materieel te komen. Desondanks lukte het de AK om tienduizenden leden te bewapenen met lichte infanteriewapens.
De Duitsers en hun bondgenoten hadden echter een overweldigend overwicht aan wapens en materieel, waardoor het soort operaties dat de AK kon ondernemen zeer beperkt was.
De wapens en materieel van de Armia Krajowa kwamen globaal uit vier bronnen: wapens begraven door de Poolse soldaten na de Poolse Veldtocht in september 1939, wapens gestolen of gekocht van de Duitsers en hun bondgenoten, wapens zelf door de AK gefabriceerd en ten slotte wapens afkomstig uit geallieerde afworpen.
Uit de begraven wapendepots kon de AK een groot aantal wapens verkrijgen, variërend van lichte antitankkanonnen tot handgranaten, door slechte conservering was tijdens de Opstand van Warschau echter slechts 30 procent daarvan bruikbaar .
Wapenaankopen bij Duitse soldaten waren redelijk succesvol, zeker tegen het eind van de oorlog, toen de Duitsers ernstig gedemoraliseerd raakten. Het waren wel riskante operaties omdat de Gestapo op de hoogte was van deze zwarte-marktpraktijken en soms gefingeerde aan- of verkopen deed. Italiaanse en Hongaarse soldaten die gelegerd waren in Polen, waren veel eerder bereid hun wapens te verkopen of zelfs weg te geven, wat ze ook veelvuldig deden. Succesvol waren de vele overvallen op Duitse wapentransporten en tijdens de Opstand van Warschau lukte het de AK zelfs om enige pantservoertuigen buit te maken.
Een belangrijk deel van de wapens werd door de AK zelf geproduceerd in geheime werkplaatsen, en door leden die in Duitse wapenfabrieken werkten. Op deze manier fabriceerde de AK kopieën van de Britse Stengun en eigen ontworpen geweren, pistolen, vlammenwerpers en allerlei soorten explosieven. Honderden mensen waren betrokken bij deze productie.
De laatste bron waren geallieerde bevoorradingsafworpen. Dit was de enige manier om aan meer geavanceerd materieel te komen, zoals kneedbare explosieven en de PIAT antitankwapens. Tijdens de oorlog voerden 485 geallieerde vliegtuigen bevoorradingsafworpen uit voor de AK waarbij ze zeshonderd ton aan voorraden afwierpen. Tijdens deze operaties werden zeventig vliegtuigen neergeschoten, waarbij 62 bemanningsleden (onder wie 28 Polen) omkwamen. Naast wapens en materieel werden ook 346 speciaal opgeleide Poolse SOE-commando's (de Cichociemni) in Polen afgeworpen. Door de lange afstanden vanaf Engeland en later Italië, en door lauwe politieke steun, was de hoeveelheid afgeworpen materieel slechts een fractie van het aantal wat bijvoorbeeld de Franse of de Joegoslavische verzetsbewegingen mochten ontvangen.

## Operaties
De AK ondernam intensieve economische en militaire sabotage: duizenden gewapende overvallen en inlichtingenoperaties, honderden treintransporten werden gesaboteerd en vele grootschalige partizanengevechten met Duitse eenheden vonden plaats.
In 1944 opereerde de AK op een bredere schaal, met name de Opstand van Warschau, die begon op 1 augustus 1944, met het doel om Warschau te bevrijden voor de komst van het Rode Leger. De AK slaagde tijdens deze opstand er in om enkele honderden gevangenen uit concentratiekamp Gesia te bevrijden; ze vocht gedurende acht weken verbitterde straatgevechten uit, maar uiteindelijk moest ze op 2 oktober capituleren. De Duitsers brandden de stad plat na het neerslaan van deze opstand.
Er zijn ook kritische geluiden, vooral over de relaties van de AK met etnische minderheden (zie beneden).

## Relaties met joden
In februari 1942 werd door het operationeel commando van de AK de Sectie voor Joodse Aangelegenheden opgericht, onder leiding van Henryk Woliński. Dit onderdeel vergaarde informatie over de situatie van de joodse bevolking in Polen, schreef rapporten en stuurde ze door naar Londen. Het coördineerde ook de contacten tussen de Poolse verzetsorganisaties en de joods verzetsorganisaties. De AK verzorgde ook financiële steun voor joden, door een andere organisatie (Zegota) die speciaal voor dit doel door de AK was opgezet. Daarentegen liet de AK slechts weinig joden toe tot haar organisatie (ongeveer duizend): over het algemeen werden joodse rekruten afgewezen, omdat zij als sterk pro-marxistisch golden en gevreesd werd dat zij spionnen van de Sovjets zouden kunnen zijn. Nochtans waren drie van de zeven leden van het opperbevel van de AK van joodse afkomst. 
Tijdens de Opstand in het getto van Warschau in 1943 gaf de AK ongeveer zestig pistolen, enkele honderden granaten en andere explosieven aan de joodse opstandelingen. Tevens probeerde AK eenheden tweemaal om de gettomuur op te blazen en om afleidingsacties te ondernemen buiten het getto. Eén eenheid van de AK vocht daadwerkelijk mee met de joodse verzetsorganisaties (Żydowski Związek Walki, ŻZW, Joodse Strijdersbond en de Żydowska Organizacja Bojowa, ŻOB, Joodse Gevechtsorganisatie) binnen de gettomuren.
Door de AK werden in kloosters en parochies joodse kinderen ondergebracht, met hulp van de Poolse katholieke geestelijkheid. De slechte vooroorlogse Poolse administratie liet grote verwarring ontstaan bij de Duitsers en vele kinderen overleefden binnen katholieke instellingen (voor zover door de nazi's geen beslag was gelegd) en gezinnen.

## Relaties met Litouwers
De relaties tussen Litouwers en Polen waren gespannen tijdens het interbellum vanwege conflicten over de regio's Vilnius en Suwalki waar zich een grote Litouwse minderheid bevond. Tijdens de Tweede Wereldoorlog kwamen deze spanningen weer naar boven, omdat de Armia Krajowa de regio Vilnius als onderdeel van het naoorlogse Polen zag.
De AK heeft ten minste één bloedbad veroorzaakt onder Litouwse burgers, inclusief vrouwen en kinderen, bij Dubingiai. Poolse historici spreken gewoonlijk over 20 tot 27 slachtoffers, de Litouwse historicus Juozas Lebionka heeft het over honderd slachtoffers, andere Litouwse historici beweren tot tweehonderd slachtoffers. Het totale aantal Litouwse slachtoffers aan de hand van de AK is ook een punt van discussie, variërend van vijfhonderd tot duizend slachtoffers (Litouwse schatting). Poolse historici stellen dat de massamoord bij Dubingiai een eenmalige gebeurtenis is en dat het niet geplande acties waren, maar eerder spontane aanvallen uitgelokt door sommige met de nazi's collaborerende Litouwse militaire eenheden die tegen de AK vochten en ook werden beschuldigd van moord op Poolse burgers. Deze eenheden worden beschuldigd van deelname aan massale executies van Joden en Polen in het Bloedbad van Paneriai buiten Vilnius. De Litouwers beweren op hun beurt dat hun acties een antwoord was op Poolse acties. Door deze controverse heeft de AK, ondanks haar verzetsrol tegen de nazi's, een tamelijk ambivalente status in het hedendaagse Litouwen, vergelijkbaar met hoe naar de Sovjetpartizanen wordt gekeken.

## Zie voorts
- Opstand van Warschau
- Polen tijdens de Tweede Wereldoorlog